# نجیم (یمن)
 نجیم  نام روستایی است در ناحیهٔ (جهران)، از توابع استان اِب در کشور یمن در شبه جزیره عربستان. 
جمعیت آن ۳۵ نفر (۶ خانوار) می‌باشد.